# Christian Svendsen
Christian Valdemar Svendsen, född 13 juli 1890, död 28 juni 1959, var en dansk gymnast.
Svendsen tävlade för Danmark vid olympiska sommarspelen 1912 i Stockholm, där han var med och tog brons i lagtävlingen i fritt system. 